# William Clement Stone
William Clement Stone (Chicago, Illinois, 4 de mayo de 1902 - Evanston, Illinois, 3 de septiembre de 2002) fue un empresario, filántropo y escritor de libros de autoayuda.

## Biografía
Nació en Chicago, Illinois, el 4 de mayo de 1902. Su padre murió en 1905, dejando a su familia endeudada. Comenzó a vender periódicos a la edad de 6 años, para ayudar a su madre que era modista. En 1915 ya era dueño de su propio puesto de venta de periódicos. A la edad de 16 años se trasladó a Detroit para vender seguros de accidentes. Pronto, generaría 100 dólares por semana en la venta de seguros de vida. En los años 20, construyó la compañía de seguros 'Combined Insurance Company of America y antes de 1930, tenía mil agentes que vendían seguros por todos los Estados Unidos. Antes de 1979, la compañía de seguros de Stone excedió en más de mil millones de dólares en activos. Su compañía se combinó con el grupo de Patrick Ryan para crear el Aon Corporation en 1987. Combined compañía de seguros asociada fue uno de los subsidiarios más grandes de Aon. En abril del 2008 fue adquirida por ACE Group con la intención de llevar el modelo de W. Clement Stone a los países en los que ACE tiene presencia.

## Como escritor
Prominente hombre de negocios y de un libro de esfuerzo personal.
Stone acentuó usando una actitud mental positiva para hacer dinero para él y para millones de personas que leerían sus libros. En 1960, Stone escribió junto con Napoleòn Hill el clásico libro de autoayuda "Hacía el éxito: una actitud mental positiva". con ello los dos también fundaron la revista mensual con el resumen, titulado éxito ilimitado. Dos años más adelante, Stone, escribió el sistema del éxito que nunca falla, en que él dijo sus secretos de como llegar a ser rico y a tener una forma de vida sana y productiva. En 1964, él y Norma Lee Brown colaboraron en escribir el otro lado de la mente. Stone fue distinguido por su aspecto, con su bigote negro lápiz-fino, ligas vibrant, corbatas polka-punto y polainas llamativas, así como sus esfuerzos caritativos de sobre 275 millones de dólares a la salud mental y a las organizaciones cristianas. Él era también un locutor dotado de inspiración, y gritaría "bingo!" en las reuniones del Consejo si requería de la atención. Sobre todo, la frase más común usada por el Sr. Stone era "todo lo que deseo hacer será cambiar el mundo." Él celebró su cumpleaños 100 en mayo de 2002 con un regalo de 100.000 dólares a la Universidad de Illinois en Chicago.
En 1980 recibió el reconocimiento para sus esfuerzos filantrópicos en la fundación del W. Clement y de Jessie V. Stone Foundation. Él era también el fundador de la herencia religiosa de América, una organización no lucrativa que era influyente en conseguir la frase, "una nación, debajo de Dios", agregado al compromiso con los EE. UU. de la lealtad. Lo instalaron en la asociación de Horatio Alger de estadounidenses distinguidos.
Fue también masón del grado 33.